# Акжайлау (Маркакольський район)
Акжайла́у (каз. Ақжайлау) — село у складі Маркакольського району Східноказахстанської області Казахстану. Входить до складу Маркакольського сільського округу.
Населення — 197 осіб (2021; 363 у 2009, 477 у 1999, 591 у 1989).
Національний склад станом на 1989 рік:
- казахи — 100 %

Станом на 1989 рік село називалося Успенка.